# Кардинал-протектор
Кардинал-протектор (лат. Cardinal Protector) — спеціальний титул кардинала в Римо-католицькій церкві, що виконував функції представника (захисника) інтересів тієї чи іншої країни, установи, монашого ордену, місії і т.п.
Починаючи з XIII сторіччя, в Римі, при Папській курії, було прийнято мали особливого уповноваженого кардинала, що виступав за інтереси певного релігійного ордену або інституту, братства, церкви, коледжу, міста, нації тощо. Така особа, яка мала титул кардинала-протектора, була представником чи захисником, просила допомоги у Святого Престолу, коли права, майно чи інтереси його організації порушувались або зазнали небезпеки.

## Історія
Кардинал-протектор (кардинал-захисник) існував починаючи з XIII століття і до 1964 року.
Було однією з функцій Римської курії, яку здійснював священнослужитель у ранзі кардинала. 
Історично можна виділити наступні категорії Кардиналів Протекторів:
- Захисники релігійних орденів, монаших чинів та окремих релігійних громад, у тому числі лицарських орденів;
- Захисники релігійних установ (санктуарій, церкви, фонди, коледжі, лікарні);
- Захисники католицьких монархій (т.з. протектори корони);
- Захисники окремих регіонів та місцевих громад (переважно італійських);
- Захисники уніатських громад (наприклад вірмени, абісинці);
- Титулярні захисники (кардинали-протектори) королівств під владою протестантів (Англія, Ірландія, Шотландія, Швеція);
- Захисники католицьких місій в заморських територіях.

Кардинал-протектор був виразником інтересів держав, громад або установ, над якими він здійснював захист (протекторат) у Святого Престолу. Його компетенції варіювалися починаючи від почесного патронату (представництва) й до майже повного контролю діяльності деяких інституцій. 
До середини ХХ століття функціонал протекторату існував над країнами, орденами, монастирями або іншими установами, що належали до важливих областей завдань Членів Колегії кардиналів.

## Кардинал-протектор корони

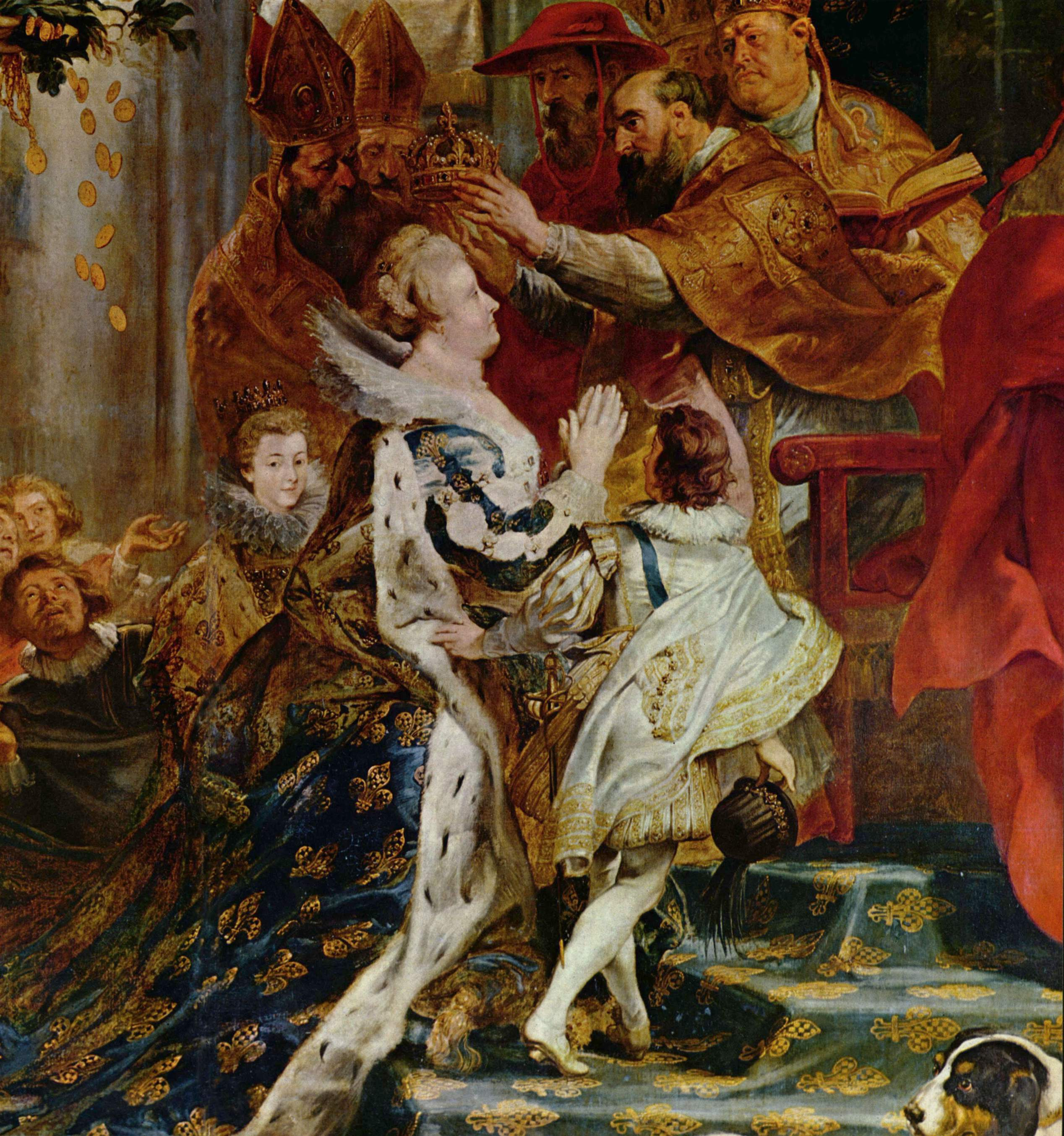
Француа де Жусі, Кардинал-протектор Франції коронує Марію Медічі 1610 р.

Кардинали-протектори корони відігравали важливу політичну роль в державах (монархіях, королівствах), були офіційними представниками європейських королів при Папському дворі, іноді працюючи разом зі світськими послами цих держав, а іноді поєднували ці дві посади. 
Обов'язки кардинала-протектора корони, на додаток до захисту політичних інтересів короля, також поширювались на питання, що стосувалися призначення на церковні посади, церковного майна і прибутків в королівстві. 
Вони були також радниками Папи в питаннях королівств, князівств і республік. Посада кардинала-протектора виникла відповідно до булли Папи Римського Олександра VI в 1497 році. Вона встановила принцип «Cardinalis non sat consiliarus principium». Кардинал-кротектор також передавав Папі королівські пропозиції на призначення єпископів та інших церковних посад.
Перші згадки про кардиналів-кротекторів католицьких монархій (кардиналів-кротекторів корони) починаються з другої половини XIV століття. Гійом де ла Югі був від 1353 р. Протектором угорського короля Людовика, а Піре Рогер де Беафорт з року був Протектором королеви Неаполя Джоани. 
Деякі Папи Римські скасовували інститут Кардиналів Протекторів, аргументуючи це тим, що кардинали повинні бути лояльні лише до Папи. Однак, поступово Папи прийняли функціонування інституції офіційних захисників світської монархії в Колегії Кардиналів. Вже Інокентій VIII називав кардинала Жана Балуї Протектором Франції, а 1492 року Папа Олександр VI проголосив кардинала Франческо Пікколоміні офіційним протектором Англії. 
Папа Юлій II (1503–1513) проголосив кардиналів-протекторів для Шотландії, Польщі, Чехії і Угорщини.
Під час понтифікату Папи Льва X (1513–1521) були призначені Протектори для Німецького Союзу, Данії та королівства Піренейського півострова. З того часу інститут Кардиналів Протекторів до ХХ ст. увійшов в практику Римської курії.  
Кардинали-протектори корони також мали право, за дорученням Папи Римського, коронувати королів і королев країн, де вони служили.
Слід розрізняти «релігійних» Кардиналів Протекторів, яких призначав одноосібно Папа Римський і т.з. Кардиналів Корони, які призначалась за пропозицією (або наполяганням) монархів. 

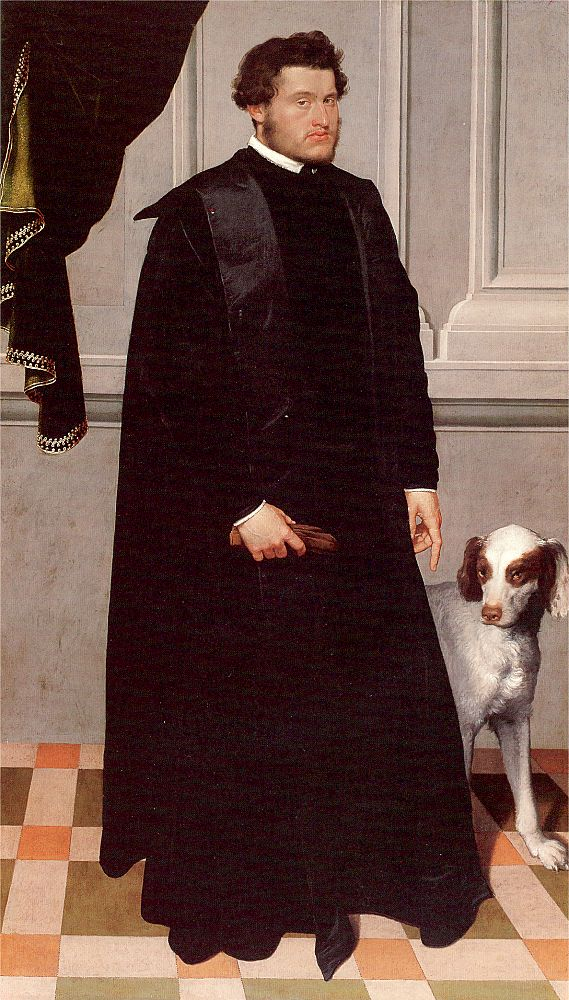
Людовико Мадруццо, представник Габсбурґів у Римській Курії в 1573-1600 р

У XVII столітті кардиналами-протекторами при Папському дворі були представники королів Франції, Іспанії, Португалії, Речі Посполитої, а також німецького імператора і герцога Савойського. При цьому монархи Франції, Португалії, Речі Посполитої та Савої могли призначати тільки одного кардинала, а імператор мав право призначити двох протекторів, а іспанський король від трьох до шести. Це було викликало особливостями цих монархій. Імператор Габсбург призначав окремого захисника для Австро-Угорщини, окремого для німецьких земель. 
У свою чергу іспанський король призначав окремих протекторів для різних частин своєї імперії: Кастилії, Арагона, Неаполя, а також Сицилії, Фландрії і Португалії. Однак на практиці ці Протектори могли займати декілька посад одночасно. 
В Іспанії головним кардиналом завжди був протектор Кастилії, в той час як інші грали менш значну роль, і навіть не завжди були вірними прихильниками іспанської монархії.
У XVIII столітті залишилися тільки протектори королівств Іспанії, Франції, Португалії, Польщі, Литви Сардинії та Сицилії, а також імператорського двору у Відні. 
В цей же період відбулося зниження політичного значення цього інституту, про що свідчать довготривалі вакансії на ці посади. Іспанія після 1760 р. взагалі перестала призначати офіційного Протектора. 
Період Наполеонівських воєн призвів до фактичного закінчення інституту кардинала корони. Спроби його активізації в дев'ятнадцятому столітті, коли інколи призначались протектори для Австро-Угорської імперії та Королівства Португалії, виявилися нестійкими. Одним з останніх протекторів був Вінченцо Ваннутеллі, захисник королівства Португалії з 1891 року.
Політичне значення кардиналів-протекторів було важливе й тому, що вони були офіційними представниками католицьких королів на Конклаві який обирав Папу Римського.
Існував також титул віце-протектора, які були не кардиналами, а єпископами, проте виконували функції протектора в країні. Вони в основному призначались королями Франції.
Титулярні протектори корони
Окремою категорією були кардинали протектори королівств, що перебували під правлінням протестантів. З точки зору титулу вони нічим не відрізнялися від інших кардиналів-протекторів, але на відміну від останніх, у них не було ніяких зв'язків з монархами та урядами тих країн, куди їх призначав Папа Римський. 
До цієї категорії відносяться кардинали-протектори Англії, Шотландії та Ірландії після виникнення Англіканської церкви; а також протектори Швеції, які почали призначатись з 1601 року на прохання польського короля Сигізмунда III Вази, що висував свої претензії на шведський престол. 
Протектори не проживали в своїх країнах, а залишались в Римі.